# Paulo Vítor
Paulo Vítor Barbosa de Carvalho, meglio noto solo come Paulo Vítor (Belém, 7 giugno 1957), è un ex calciatore brasiliano, di ruolo portiere.

## Statistiche

### Calciatore

#### Cronologia presenze e reti in nazionale
| Cronologia completa delle presenze e delle reti in nazionale ― Brasile | Cronologia completa delle presenze e delle reti in nazionale ― Brasile | Cronologia completa delle presenze e delle reti in nazionale ― Brasile | Cronologia completa delle presenze e delle reti in nazionale ― Brasile | Cronologia completa delle presenze e delle reti in nazionale ― Brasile | Cronologia completa delle presenze e delle reti in nazionale ― Brasile | Cronologia completa delle presenze e delle reti in nazionale ― Brasile | Cronologia completa delle presenze e delle reti in nazionale ― Brasile |
| Data                                                                   | Città                                                                  | In casa                                                                | Risultato                                                              | Ospiti                                                                 | Competizione                                                           | Reti                                                                   | Note                                                                   |
| ---------------------------------------------------------------------- | ---------------------------------------------------------------------- | ---------------------------------------------------------------------- | ---------------------------------------------------------------------- | ---------------------------------------------------------------------- | ---------------------------------------------------------------------- | ---------------------------------------------------------------------- | ---------------------------------------------------------------------- |
| 17-6-1984                                                              | San Paolo                                                              | Brasile                                                                | 0 – 0                                                                  | Argentina                                                              | Amichevole                                                             | -                                                                      |                                                                        |
| 25-4-1985                                                              | Belo Horizonte                                                         | Brasile                                                                | 2 – 1                                                                  | Colombia                                                               | Amichevole                                                             | -1                                                                     |                                                                        |
| 28-4-1985                                                              | Brasilia                                                               | Brasile                                                                | 0 – 1                                                                  | Perù                                                                   | Copa Tancredo Neves                                                    | -1                                                                     |                                                                        |
| 2-5-1985                                                               | Recife                                                                 | Brasile                                                                | 2 – 0                                                                  | Uruguay                                                                | Amichevole                                                             | -                                                                      |                                                                        |
| 5-5-1985                                                               | Salvador                                                               | Brasile                                                                | 2 – 1                                                                  | Argentina                                                              | Amichevole                                                             | -1                                                                     |                                                                        |
| 8-6-1985                                                               | Porto Alegre                                                           | Brasile                                                                | 3 – 1                                                                  | Cile                                                                   | Qual. Mondiali 1986                                                    | -1                                                                     | 46’                                                                    |
| 1-4-1986                                                               | São Luís                                                               | Brasile                                                                | 4 – 0                                                                  | Perù                                                                   | Amichevole                                                             | -                                                                      |                                                                        |
| 17-4-1986                                                              | Brasilia                                                               | Brasile                                                                | 3 – 0                                                                  | Finlandia                                                              | Amichevole                                                             | -                                                                      | 46’                                                                    |
| Totale                                                                 |                                                                        | Presenze                                                               | 8                                                                      |                                                                        | Reti                                                                   | -4                                                                     |                                                                        |